# Satz von Mazur (Konvexität und Kompaktheit)
Der Satz von Mazur zu Konvexität und Kompaktheit ist einer von mehreren Lehrsätzen, die der polnische Mathematiker Stanisław Mazur zum mathematischen Teilgebiet der Funktionalanalysis beigetragen hat. Der Satz geht auf eine Arbeit Mazurs aus dem Jahr 1930 zurück und behandelt eine grundlegende Kompaktheitsfrage im Zusammenhang mit konvexen Teilmengen von Banachräumen. Aus diesem Mazur'schen Satz lässt sich der Fixpunktsatz von Schauder – in der Version für Banachräume – als Folgerung gewinnen.

## Formulierung des Satzes
Der Satz besagt folgendes:
Gegeben seien ein Banachraum {\displaystyle X} und weiter eine darin gelegene Teilmenge {\displaystyle T\subseteq X} sowie deren abgeschlossene konvexe Hülle {\displaystyle K={\overline {\operatorname {conv} {T}}}\supseteq T}.
Dann gilt:
Ist {\displaystyle T} eine kompakte Teilmenge von {\displaystyle X}, so ist auch {\displaystyle K} eine solche.

## Verallgemeinerung
In dem Lehrbuch von Jürg T. Marti und ebenso in dem von A. P. Robertson und W. J. Robertson wird der Mazur'sche Satz noch allgemeiner formuliert. Zusammengefasst lässt sich dies wie folgt darstellen:
Gegeben seien ein hausdorffscher lokalkonvexer topologischer {\displaystyle \mathbb {R} }-Vektorraum {\displaystyle X} sowie eine Teilmenge {\displaystyle T\subseteq X}.
Dann gilt:
Ist {\displaystyle T} eine präkompakte Teilmenge von {\displaystyle X}, so sind auch deren konvexe Hülle {\displaystyle \operatorname {conv} {T}}, deren absolutkonvexe Hülle {\displaystyle \Gamma {T}} und deren abgeschlossene absolutkonvexe Hülle {\displaystyle {\overline {\Gamma {T}}}} präkompakte Teilmengen.

## Weitere Verschärfung im euklidischen Raum
Im euklidischen Raum gilt sogar:
Für jede beliebige kompakte Teilmenge {\displaystyle T\subset \mathbb {R} ^{n}\;(n\in \mathbb {N} )} ist die konvexe Hülle {\displaystyle \operatorname {conv} {T}} (schon selbst) kompakt.